# 孙文仲
孙文仲（1966年—），河北乐亭人，汉族，中华人民共和国政治人物、第十二届全国人民代表大会河北地区代表。

## 生平
毕业于北京交通大学，加入中国共产党，担任唐山港口投资有限公司董事长。2013年，被选为全国人大代表。